# Nea Nikomedeia
Nea Nikomedeia ist eine nordgriechische, zwei Kilometer vom Flüchtlingsdorf Nea Nikomidia entfernte Grabungsstätte. Sie ist von größter archäologischer Bedeutung, da sie frühneolithische Überreste der ersten Bauernkultur Europas barg. Der Ausgräber glaubte aufgrund einer sehr frühen Datierung um 7200 v. Chr., dass es sich um die mit Abstand älteste neolithische Siedlung Europas handelte. Inzwischen datiert man die Siedlung in die Zeit zwischen 6190 und 6050 v. Chr. Am Ende des Frühneolithikums wurde die Siedlung aufgegeben, um erst im Spätneolithikum erneut bewohnt zu sein. 

## Die neolithische Siedlung
Ausgrabungen an dem zwei Meter hohen Tell oder Siedlungshügel, der sich über mehr als 24.000 m² ausdehnte, erfolgten 1961, 1963 und 1964 unter Leitung von Robert J. Rodden. Dabei stellte sich heraus, dass die Siedlung ursprünglich am Thermaischen Golf lag und dass sie seinerzeit die älteste bäuerliche Siedlung Europas darstellte. 
Sie wurde auf die Zeit zwischen 6250 und 6050 v. Chr. datiert. Dabei streuten die Datierungen erheblich, so dass sie zwischen 6650 und 5730 v. Chr. lagen. Der ganz überwiegende Teil der C-14-Datierungen ergab jedoch eine Datierung zwischen 6190 und 6050 v. Chr. Die Einwohnerzahl der 1690 m² großen Siedlung wurde auf 500 bis 700 geschätzt.
Die quadratischen Holzständerhäuser maßen 8 mal 8 m und waren um ein größeres Haus von 12 mal 12 m gruppiert. Darin wurden zwölf Figurinen gefunden, so dass man an eine Art Heiligtum dachte. Zu den Funden zählten Werkzeuge wie Flintklingen und Steinbeile, weibliche Tonfigurinen mit gekreuzten Armen, dazu kamen siegelartige Stempel, die möglicherweise für Körperschmuck gedacht waren und Werkzeuge zum Spinnen von Wolle. 
Die Siedlung legte offenbar Vorräte an, denn es fanden sich große Tonbehälter von bis zu 60 cm Höhe und einem Fassungsvermögen von 85 l. Angepflanzt wurden Getreide und Hülsenfrüchte. Dazu zählten vor allem Gerste, Emmer, Linsen, Erbsen und Wicken. An Haustieren ließen sich Schafe, Ziegen, Rinder und Schweine belegen. 
Neben der bäuerlichen Tätigkeit wurde weiterhin gejagt, wobei es sich bei den Beutetieren meist um Rotwild, Wildschweine, aber auch Schildkröten und Vögel sowie Fische handelte. Gesammelt wurden vor allem Beeren und Nüsse oder Eicheln.